# Hotel Polissya

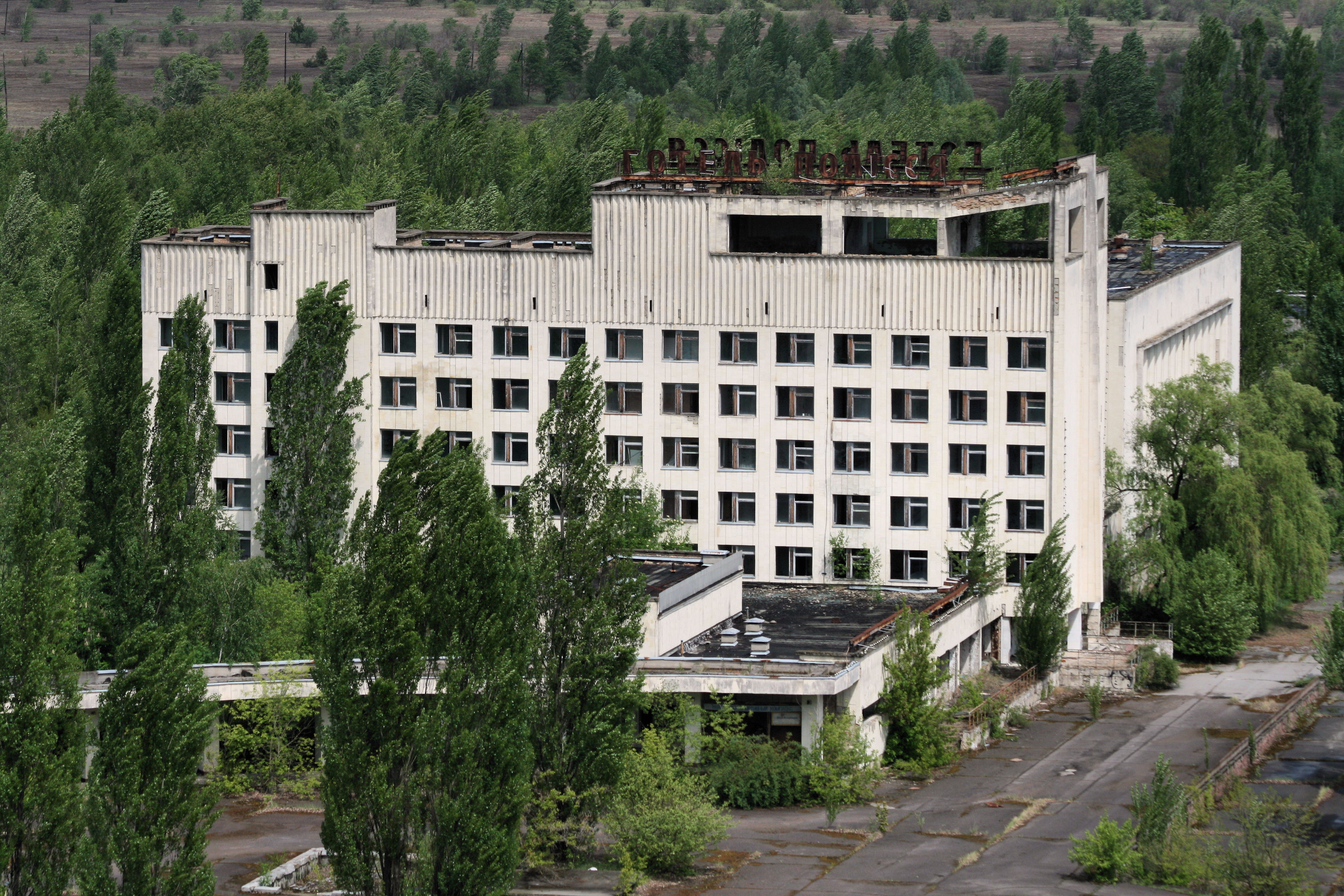
Fachada principal del Polissya. Imagen tomada en 2009

El Hotel Polissya (en ucraniano: Готе́ль Полісся) es un hotel y uno de los edificios más altos de la localidad abandonada de Prípiat, Ucrania, aparte de ser uno de los símbolos del desastre de Chernóbil.
El edificio fue construido a en el año 1975 para alojar a las delegaciones de la Unión Soviética, así como para los huéspedes que quisieran visitar la Central Nuclear de Chernóbil.
Tras producirse la explosión en la madrugada del 26 de abril de 1986, la ciudad fue evacuada y el hotel pasó a hospedar a los miembros de la comisión científica liderada por Valeri Legásov. El último piso fue utilizado como una improvisada torre de control para guiar a los helicópteros que bombardeaban el reactor con aislantes para detener la emisión radiactiva.
A día de hoy, el hotel está en un estado parcialmente ruinoso.
El edificio en cuestión aparece en el videojuego: Call of Duty 4: Modern Warfare.